# Rožmitál pod Třemšínem
Rožmitál pod Třemšínem este o arie protejată (arie specială de conservare — SAC, sit de importanță comunitară — SCI) din Republica Cehă întinsă pe o suprafață de 56,88 ha, integral pe uscat.

## Localizare
Centrul sitului Rožmitál pod Třemšínem este situat la coordonatele 49°35′02″N 13°52′13″E / 49.583889°N 13.870278°E.

## Înființare
Situl Rožmitál pod Třemšínem a fost declarat sit de importanță comunitară în aprilie 2005 pentru a proteja 1 specie de animale. Situl a fost protejat și ca arie specială de conservare în iunie 2013.

## Biodiversitate
Situată în ecoregiunea continentală, aria protejată nu include niciun habitat protejat.
La baza desemnării sitului se află o specie protejată de  amfibieni: triton cu creastă (Triturus cristatus).